# Buchholz (Boppard)
Buchholz ist seit 1976 der zweitgrößte Ortsbezirk der Stadt Boppard. Die Ortslage liegt auf den Hunsrückhöhen an der Wasserscheide zwischen Rhein und Mosel.

## Geschichte
1224 wurde Buchholz unter dem Namen Bucholze erstmals urkundlich erwähnt. Die Rodungssiedlung entwickelte sich etwa zwei Kilometer westlich von den Römern benutzten Straße, die Hunsrückhöhenstraße, die von Koblenz über die Rheinhöhen nach Süden führte. Buchholz gehörte bis zum Ende des 18. Jahrhunderts zum Gallscheider Gericht, das Teil des kurtrierischen Oberamtes Boppard war.
Zwei Kilometer östlich des alten Ortskerns wurde der Hunsrückbahnbahnhof 1908 eröffnet, der dem Ort wirtschaftlichen Auftrieb gab.
Im zwanzigsten Jahrhundert wuchs die Zahl der Einwohner stark an. So hatte Buchholz vor 1940 rund 600 Einwohner. Anfang des 21. Jahrhunderts waren es bereits 2.500. In den 1960er Jahren entstand der Ortsteil Ohlenfeld. In den 1970er Jahren wurde die bis dahin unbebaute Fläche zwischen dem alten Ortskern und dem Bahnhof durch die Neubausiedlung Buchholz Mitte geschlossen. 1970 wurde Buchholz Teil der Verbandsgemeinde Boppard, welche am 31. Dezember 1975 in eine verbandsfreie Gemeinde umgewandelt wurde.
Seit 2000 ist Buchholz jährlich der am stärksten wachsende Ortsbezirk der Stadt Boppard.

## Politik

### Ortsbeirat
Der Ortsbeirat in Buchholz besteht aus 13 ehrenamtlichen Ratsmitgliedern, die zuletzt bei der Kommunalwahl am 9. Juni 2024 gewählt wurden, und dem ebenfalls ehrenamtlichen Ortsvorsteher als Vorsitzendem.
Die Sitzverteilung im gewählten Ortsbeirat:
| Wahl | SPD | CDU | Grüne | BfB * | Gesamt   |
| ---- | --- | --- | ----- | ----- | -------- |
| 2024 | 2   | 7   | 1     | 3     | 13 Sitze |
| 2019 | 2   | 7   | 2     | 2     | 13 Sitze |
| 2014 | 5   | 7   | 1     | –     | 13 Sitze |

### Ortsvorsteher
Reiner Phillipps (CDU) wurde am 5. September 2024 Ortsvorsteher von Buchholz. Bei der Direktwahl am 9. Juni 2024 hatte er sich mit einem Stimmenanteil von 56,3 % gegen zwei Mitbewerber durchgesetzt.
Der Vorgänger von Reiner Phillipps, Rudolf Bersch (CDU), hatte das Amt seit 2015 inne und war bei der Wahl 2024 nicht erneut angetreten. Brigitte Aufermann (SPD) war 2014 als Nachfolgerin von Peter Gipp zur Ortsvorsteherin von Buchholz gewählt worden, legte das Amt aber nach einem Jahr nieder.

## Öffentliche Einrichtungen
Im Ortsbezirk befindet sich eine der drei Grundschulen der Stadt Boppard sowie zwei städtische Kindertagesstätten.

## Verkehr

### Straßenverkehr
Der Ortsbezirk Buchholz liegt an der A 61 und dort ist auch für die Kernstadt Boppard die nächste Anschlussstelle zum deutschen Autobahnnetz. Außerdem führt durch Buchholz die B 327, die sogenannte Hunsrückhöhenstraße.
Buchholz wird von zwei Buslinien zwischen Koblenz und Emmelshausen, teilweise auch weiter nach Simmern/Hunsrück, bedient. Diese fahren etwa im Zweistundentakt, so dass insgesamt ein Stundentakt entsteht. Sie verkehren nicht über die Kernstadt von Boppard. Da Buchholz mit dieser bereits auf der Schiene verbunden ist, wird nur zu Hauptverkehrszeiten ein Bus zwischen dem Ortsbezirk Buchholz und der Kernstadt eingesetzt.

### Schienenverkehr

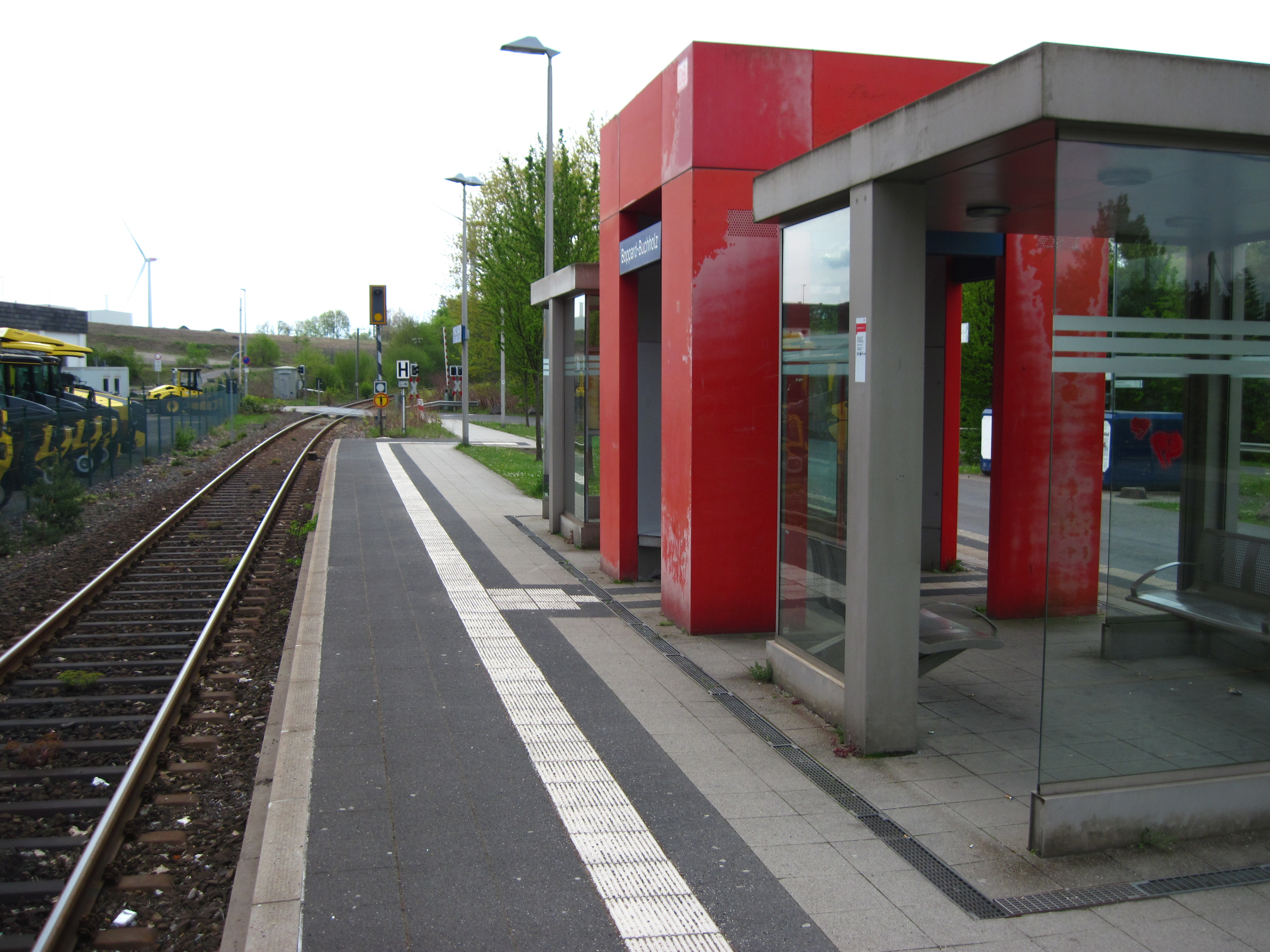
Der Haltepunkt Boppard-Buchholz

In Buchholz gibt es den Bahnhaltepunkt Boppard-Buchholz an der Hunsrückbahn. Auf dieser eingleisigen Steilstrecke zwischen Boppard und Emmelshausen verkehren Regionalzüge ungefähr im Stundentakt. Der Haltepunkt hat einen Bahnsteig mit einer Länge von 85 m und der für diese Strecke üblichen Höhe von 55 cm.
Der Haltepunkt Boppard-Buchholz war früher ein Bahnhof. Bei der Eröffnung 1908 hatte dieser vier Gleise, ein Bahnhofsgebäude und ein Stellwerk. Mit der Einstellung des Dampfbetriebs mit anfangs Zahnradlokomotiven als Drücklokomotiven war dieser Aufwand nicht mehr nötig. In den 1980er Jahren begann der Rückbau auf der gesamten Hunsrückbahnstrecke. So wurde Anfang der 1980er Jahre Gleis 3 des Bahnhofs zurückgebaut. Am 28. Mai 1983 wurde die Teilstrecke Emmelshausen – Simmern stillgelegt. Aus diesem Grund wurde auch der Bahnhof nicht mehr gebraucht und nur noch zwei Jahre lang weiterbetrieben. Im Mai 1985 wurde dieser zu einem Haltepunkt (also Haltestelle ohne Weichen) zurückgebaut, und ein kleines Stellwerk ohne örtliche Besetzung gegenüber dem Bahnhofsgebäude ersetzte das alte. Am 3. August 1987 ließ die Deutsche Bahn das Bahnhofsgebäude abreißen, obwohl es Denkmalschutz erhalten sollte. Nach Einstellung des Güterverkehrs auf der Hunsrückbahn wurde in den 1990er Jahren das neue Stellwerk aufgegeben. Im Jahr 1999 ließ die Deutsche Bahn den Haltepunkt modernisieren.